# Transmediale historier
Transmediale historier er en slags narrativer, der strækker sig over flere forskellige medier, der til sammen former en sammenhængende historie og diegese på tværs af disse forskellige platforme. Ifølge medieforskeren Henry Jenkins er transmediale historier samlet omkring et enkelt narrativ, der så udfoldes over flere forskellige medietekster af forskellig art (fx film, romaner, tv-serier, tegneserier og computerspil). Her bidrager den enkelte tekst således med hver sin del af den samlede diegese. Eksempler på transmedial historiefortælling er Teenage Mutant Ninja Turtles, The Matrix, The Walking Dead, Breaking Bad og Lost.

## Karakteristika
”World building” meget centralt for transmediale historier. Ifølge Jenkins handler mange fiktive narrativer i høj grad om "world building," da kunstnere skaber scenarier, "der ikke fuldt ud kan udforskes eller udtømmes inden for et enkelt værk eller endda et enkelt medie.” De forskellige tekster skaber så gennem serialisering til sammen en sammenhængende ”storyworld” eller diegese, ofte på tværs af forskellige medietyper.